# ISO 3166-2:BE
کد ISO 3166-2:BE بخشی از استاندارد ایزو ۳۱۶۶ برای کشور بلژیک است که توسط سازمان بین‌المللی استانداردسازی ISO تنظیم شده‌است این سازمان، کدهای استاندارد را برای تقسیمات کشوری (ایالت‌ها یا استان‌های) کشورهای فهرست شده در استاندارد ایزو ۳۱۶۶-۱ تعریف می‌کند.
هر کد شامل دو بخش می‌گردد که توسط علامت - جدا می‌گردند.
- بخش نخست BE که در ایزو ۳۱۶۶-۱ آلفا-۲ کد کشور بلژیک است.
- بخش دوم شامل یک یا دو یا سه حرف است که بیان‌کننده استان یا ایالت کشور بلژیک می‌باشد.

## کدها
| #  | کدها   | Province           |
| -- | ------ | ------------------ |
| 1  | BE-BRU | بروکسل             |
| 2  | BE-VAN | استان آنتورپ       |
| 3  | BE-VBR | استان فلومیش بربان |
| 4  | BE-VLI | استان لمبورگ       |
| 5  | BE-VOV | استان فلاندری شرقی |
| 6  | BE-VWV | استان فلاندری غربی |
| 7  | BE-WBR | استان اوئلون بربان |
| 8  | BE-WHT | استان انو          |
| 9  | BE-WLG | استان لیژ          |
| 10 | BE-WLX | استان لوکزامبورگ   |
| 11 | BE-WNA | استان نمور         |